# Roman Řehounek
Roman Řehounek (* 27. listopad 1961 Pardubice) je bývalý dráhový cyklista. V roce 1985 získal zlatou medaili v závodech tandemů na světovém šampionátu v italském Bassano del Grappa. V roce 1986 získal své druhé zlato na světovém šampionátu v Colorado Springs.